# Teres I
Teres I (en llatí Teres, en grec antic Τήρης) va ser rei dels odrisis de Tràcia.
Els odrisis s'esmenten per primer cop durant l'expedició de Darios I el Gran de Pèrsia a l'anomenada Escítia europea. El poble va resistir els perses protegit per les seves muntanyes i el prestigi d'aquesta resistència va fer que el rei odrisi Teres rebés la submissió de moltes tribus tràcies. Els seus dominis van arribar fins a l'Euxí, encara que va ser derrotat pels tinis (thyni o thynii). Va governar segurament entre el 480 aC i el 460 aC.
Va tenir almenys dos fills: Sitalces, que el va succeir cap a l'any 460 aC, i Esparadoc, i una filla que es va casar amb Ariapites, rei dels escites, segons diuen Heròdot, Tucídides i Xenofont.